# Cynanchum danguyanum
Cynanchum danguyanum är en oleanderväxtart som beskrevs av Choux. Cynanchum danguyanum ingår i släktet Cynanchum och familjen oleanderväxter. Inga underarter finns listade i Catalogue of Life.